# لری کوهلر-اسس
لری کوهلر-اسس (به انگلیسی: Larry Cohler-Esses) یک روزنامه‌نگار آمریکایی و نویسنده برای مجله یهودی فوروارد است.

## زندگی‌نامه
او از سال ۲۰۰۸ به مجله یهودی فوروارد پیوست و اکنون مدیر این مجله است. قبل از کار در فوروارد او در هفته نامه یهودی و قبل از آن در هفته نامه یهودی واشینگتن کار می‌کرده است. او معمولاً در مورد مسائل یهودیان و رابطه اعراب و اسرائیل مطلب می‌نویسد.

## سفر به ایران
در آگوست سال ۲۰۱۵ میلادی کوهلر اسس به دعوت مقامهای ایران به این کشور سفر کرد. بر اساس نوشته نیویورک تایمز این اولین سفر رسمی یک روزنامه‌نگار یهودی یک مجله صهیونیست طرفدار اسرائیل یهودی به ایران پس از انقلاب سال ۱۳۵۷ بود. کوهلر پس از بازگشت از ایران و مصاحبه با مقامهای ایرانی نوشت که ایران در واقع دشمنی با اسرائیل ندارد و شعارهای ضد اسرائیلی تنها در حد شعار است.